# Кент (Вашингтон)
Кент (англ. Kent) — город на севере США в округе Кинг, штат Вашингтон.
Население города в 2010 году составляло 91411 человек.
В штате Вашингтон находятся большие океанские порты, поэтому население города работает в основном на предприятиях, которые специализируются на разгрузке контейнеров. Также здесь развиты новейшие компьютерные технологии.

## История
Территория занимаемая городом Кент была населена европейскими переселенцами и их потомками в 1860-х годах. Они селились на берегах Белой реки и называли местность Титусвилль.
В 1880-е годы основной доход жителям местности давал хмель, выращиванием которого они были заняты. В это время в Европе случилось нашествие тли поразившей плантации хмеля, вследствие чего выросли цены. Хмель отправляли отсюда и по рекам и по железной дороге. Однако в 1891 году и эту местность поразила тля.
Город был официально основан 28 мая 1890 года. В этот момент насчитывалось 793 жителя и это был второй по величине город в округе Кинг (после Сиэтла).
В середине XX века местность вокруг города специализировалась на молочном животноводстве, в городе появился завод по производству сгущённого молока
.
Наводнения рек Грин-Ривер и Уайт-Ривер были для города постоянной проблемой. В 1906 году во время наводнения изменилось русло Уайт-Ривер и это снизило опасность наводнений в два раза. Создание плотины на Грин-Ривер в 1962 году эту опасность ликвидировало.
После Второй мировой войны Кент начал расти быстрыми темпами. С 1953 по 1960 год размер города вырос в двенадцать раз.

## Демография
Согласно данным переписи 2010 года, население города составляло 92411 человек. Насчитывалось 34044 домашних хозяйства и 21816 семей. Плотность населения 1246,3 чел/км². Плотность размещения жилья - 491,2 на км². Расовый состав: 55,5 % белые, 15,2 % азиаты, 11,3 % чернокожие, 1 % коренных американцев, 1,9 % гавайцев или выходцев с островов Океании, 8,5 % другие расы, 6,6 % потомки двух и более рас.

## Экономика
Штаб-квартира компании Rottler Manufacturing

## Города-побратимы
Кент имеет четыре города-побратима.
- Янчжоу, Китай
- Тамба, Япония
- Фёрде, Норвегия
- Луцк, Украина